# 中間直線脂鯉
中間直線脂鯉（学名：Moenkhausia intermedia），中文俗名蓝琉璃燕尾灯，為輻鰭魚綱脂鯉目脂鯉亞目脂鯉科的其中一個種，為熱帶淡水魚，分布於南美洲亞馬遜河、巴拉圭河、拉普拉塔河流域，體長可達8公分，棲息在底中層水域，會躍出水面躲避掠食者，以小型甲殼類為食，生活習性不明，可做為觀賞魚。
其种加词“intermedia”意为“中间的”。